# Acta Acustica
Acta Acustica est le journal de l'European Acoustics Association (EAA).
Il a été créé en 2020 et s'appelait antérieurement Acta Acustica United with Acustica (créé en 1951),.
Il comporte des articles scientifiques et techniques originaux dans tous les domaines de l'acoustique, des commentaires et des communications brèves.
Depuis 2025 il adopte le modèle « diamant » (licence Creative Commons CC-BY) qui en fait une revue en ligne uniquement, en accès libre, sans frais de publication pour les auteurs. L'éditeur EDP Sciences est financé par l'EAA, la Société française d'acoustique, le Technische Informationsbibliothek (de) et le CNRS.
Son facteur d'impact est de 1,4 en 2024 d'après le Journal Citation Reports.

## Indexation
- Cambridge Scientific Abstracts / Electronics and Communication Abstracts
- Current Contents / Physical, Chemical and Earth Sciences
- Current Contents / Engineering, Computing & Technology
- Directory of Open Access Journals (DOAJ)
- Ei Compendex Plus (Engineering Information)
- Francis (CNRS)
- IET Inspec
- International OA Journal Recommended List (OARL)
- Research Alert
- SciSearch
- Science Citation Index
- Scopus